# Xerofilia

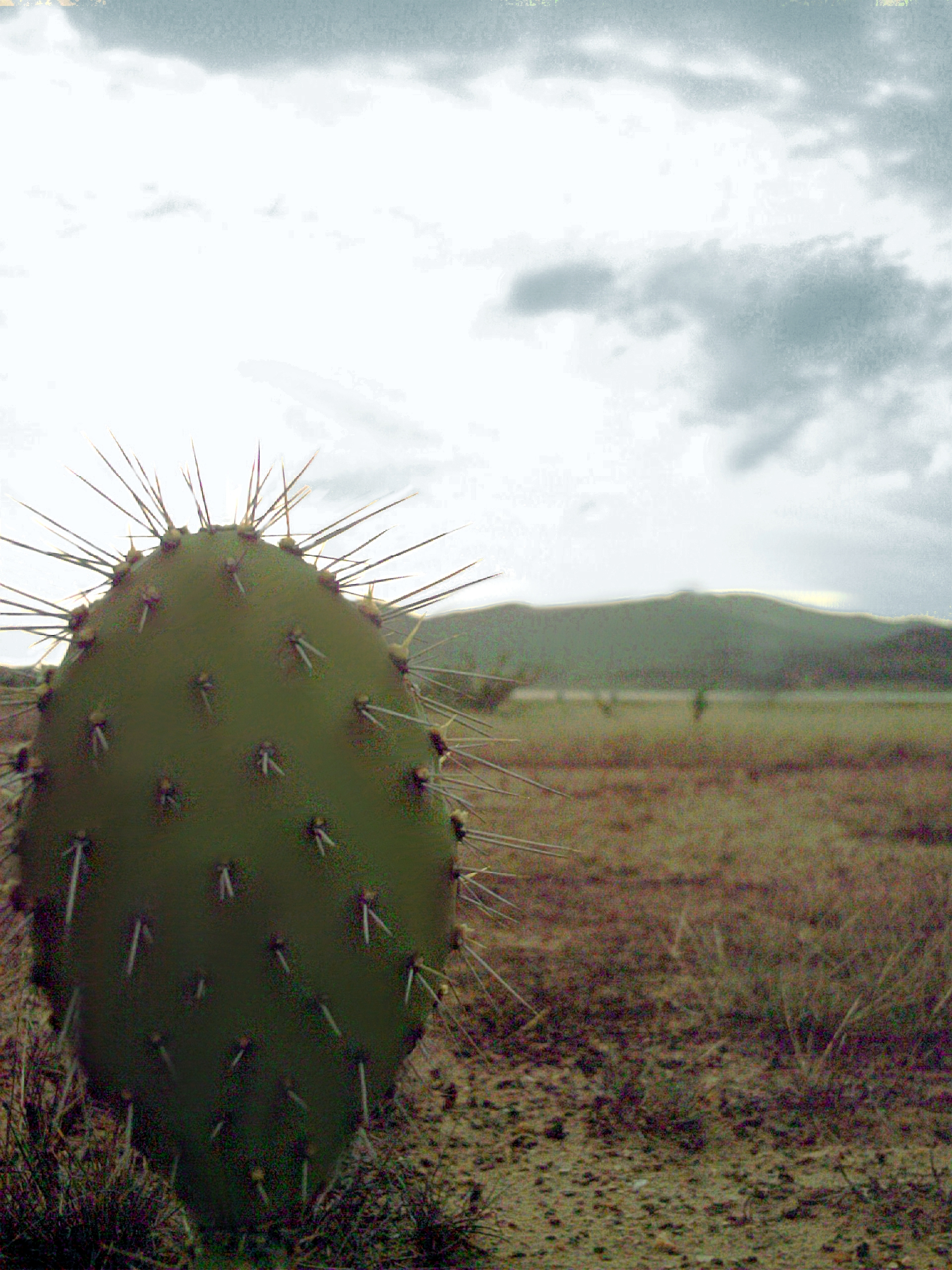
Cacto: uma planta xerófila.

Xerofilia (do grego clássico: ξηρός; ksērós, "seco") é a designação dada em biologia e ecologia às características adaptativas desenvolvidas pelos organismos para sobreviver em situações de grande aridez, nomeadamente em desertos e em biótopos em que o acesso à água esteja severamente restrito. As plantas e animais adaptadas a condições xéricas dizem-se xerófilos,[carece de fontes?] sendo que se classificam como xerófitos as plantas com morfologia especificamente moldadas à aridez, típicas das formações xeromórficas, e como xerócolos os animais que apresentam essas adaptações.

## Descrição
Um organismo xerófilo é um organismo extremofílico que pode crescer e se reproduzir em condições de pouca humidade, onde a disponibilidade de água, medida pela atividade aquosa (aw), seja inferior a 0,8 no substrato. Os organismos que conseguem completar o seu ciclo de vida nestas condições são considerados xerotolerantes, neles se incluindo, por exemplo, os microorganismos endolíticos e halófilos. Outros exemplos de organismos xerófilos são os catos e a espécie Trichosporonoides nigrescens, comum em alimentos conservados por desidratação.
Quando aplicado às plantas e associações vegetais, ou seja, a plantas que podem suportar a escassez de água na zona em que habitam, como as estepes ou o sertão brasileiro, utiliza-se o termo xerófita.
Se localizam em regiões climáticas áridas (desérticas) e ambientes secos de regiões semiáridas e semiúmidas, como na caatinga.
Possui raízes largas, talos grossos e folhas reduzidas a espinhos (normalmente).
Os cactos do deserto são exemplos de xerófilas, pois são plantas secas. Um organismo xerófilo é um organismo adaptado à vida num meio seco, num meio com pouca umidade. Aplicando-se às plantas e associações vegetais, ou seja, a plantas que podem suportar a escassez de água na zona em que habitam, como as estepes ou o a região do clima semiárido brasileiro, utiliza-se o termo xerófita. Se localizam em regiões climáticas áridas (desérticas) e ambientes secos de regiões semiáridas e semiúmidas, como na caatinga. Possui raízes largas para que possam retirar água do solo, talos grossos e folhas reduzidas a espinhos (normalmente). Os cactos do deserto são exemplos de xerófilas, pois são plantas adaptadas a um clima extremamente seco e quente. Por possuir raízes longas, são capazes de absorver água do solo, armazenando-a.